# Ariadna Oltra
Ariadna Oltra Martí, född i 15 mars 1979 i Barcelona, är en katalansk (spansk) journalist och programledare i TV. Hon har bland annat arbetat med samhällsprogram och som nyhetsjournalist på katalanska TV3. Hon har sedan slutet av 00-talet synts flitigt som nyhetsankare på TV3:s nyhetsprogram.

## Biografi

### Bakgrund och tidiga uppdrag
Oltra tog examen i journalistik vid Barcelonas autonoma universitet (UAB) och påbörjade sin journalistiska bana på Localia. Därefter har hon arbetat på Ona Catalana, Canal SET (där hon började presentera nyheter som 18-åring) och Televisió de Catalunya (TV3 och 3/24, från och med 2007).

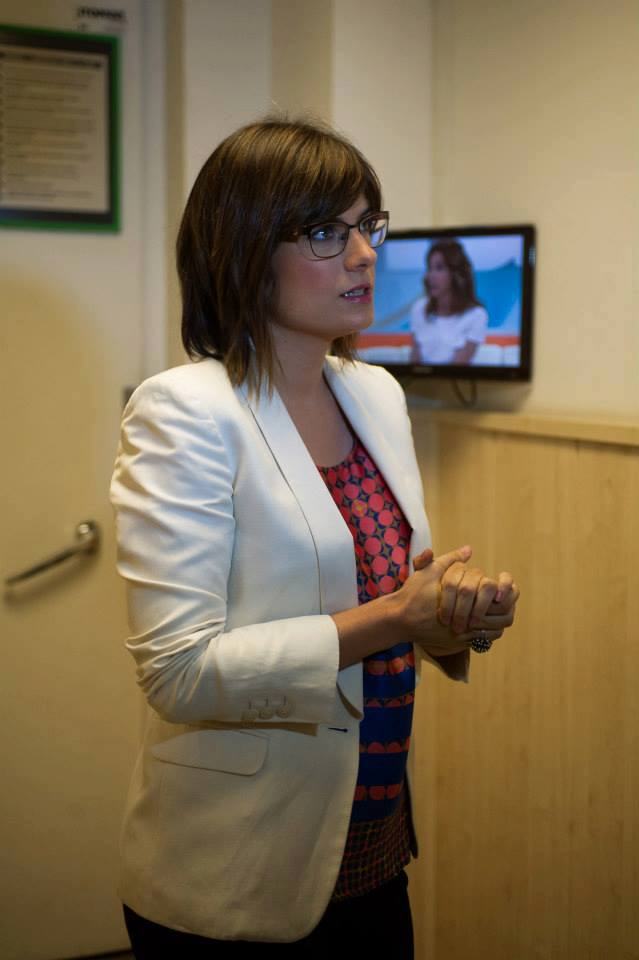
Ariadna Oltra, 2013.

Hon var under juli och augusti 2008 presentatör av Els matins d'estiu ('sommarmorgnarna'), tillsammans med Espartac Peran. Oltra återkom till samma programledaruppdrag ett år senare (denna gång tillsammans med Jordi Eroles) samt även 2010 (med Pol Marsà).

### Programledare på TV3
I mitten av januari 2011 började Ariadna Oltra presentera Telenotícies vespre – kvällsupplagan av det stora nyhetsprogrammet i katalanska TV3, tillsammans med Ramon Pellicer. Hon ersatte Raquel Sans, som då gått på föräldraledighet. Dessutom blev hon del av redaktionen på systerkanalen 3/24 (Kataloniens motsvarighet till svenska SVT24).
Därefter presenterade Oltra under ett antal månader förmiddagsprogrammet Els matins i TV3, tillsammans med Josep Cuní. Efter Cunís övergång till konkurrerande TV-kanalen 8TV tog Oltra från den 5 september 2011 över ledningen av programmet, tillsammans med Helena Garcia Melero (fram till 20 januari 2014. Hon sattes i första hand i arbete med den första delen av programmet, bestående av nyheter, intervjuer och diskussioner.
Den 16 december 2012 var hon programledare av den årligen återkommande välgörenhetsgalan Marató (det året arrangerat till förmån för kampen mot cancer), tillsammans med Òscar Dalmau. 24 april 2014 tillträdde hon tjänsten som programledare och nyhetsansvarig för .Cat, det nya sena kvällsprogrammet med samhällsinriktning med Manel Sarau som producent.
Från sommaren 2015 till sommaren 2017 presenterade Ariadna Oltra nyheter som en av programledarna för Telenotícies migdia, eftermiddagsversionen av det dagliga nyhetsprogrammet. I samband med en större programomläggning i TV3 tog Raquel Sans över Oltras roll i det programmet från och med september 2017. Detta programledarbyte sammanföll med Oltras föräldraledighet inför födelsen av hennes andra barn.

### Senare år och specialuppdrag

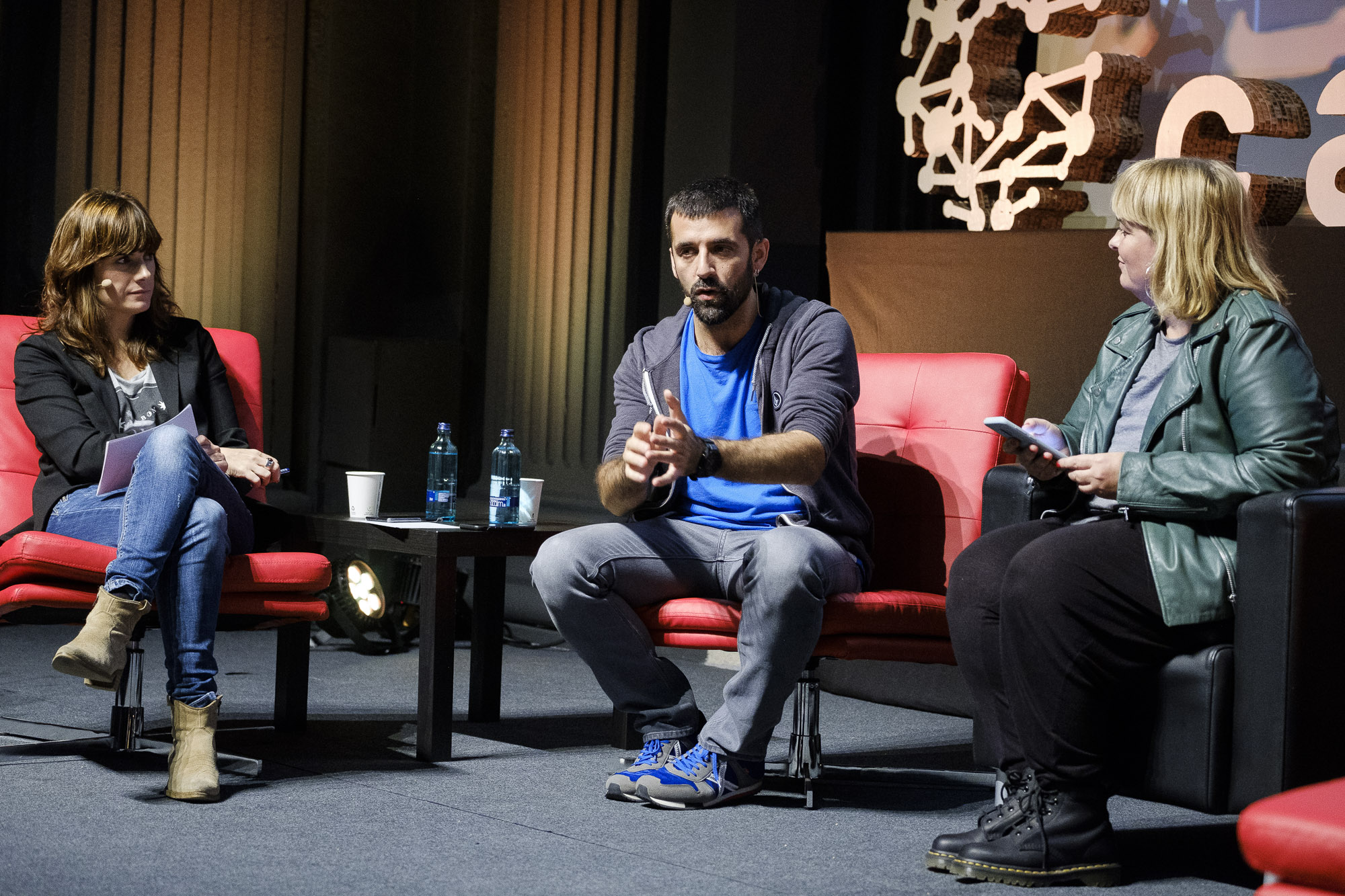
Ariadna Oltra som moderator under konferensen "Catosfera", oktober 2018.

Under sommaren 2018 syntes hon åter i TV3, då som programledare för Telenotícies vespre. Under tiden arbetade hon, i lag med producenten Mireia Pigrau, på en dokumentär om kvinnovåld inom ramen för samhällsprogrammet Sense ficció ('Utan fiktion'). Med titeln Mai més víctima ('Aldrig mer ett offer') visades den som del av ett diskussionsprogram på bästa sändningstid i början av november 2018. Inför programmet intervjuades hon också i Al cotxe ('I bilen'), en serie program där Eloi Vila intervjuar mediepersonligheter och andra medan han kör bil genom Barcelona.
2 september 2019 startade morgonprogrammet TN matí, med Ariadna Oltra som programledare. Programmet sänds på TV3 vardagar mellan 06:30 och 08:25, som en morgonvariant av eftermiddagens nyhetsprogram Telenotícies migdia och aftonens Telenotícies vespre.
Oltra har genom åren även genomfört andra specialuppdrag för Televisió de Catalunya. Dessa inkluderar Barack Obamas tillträde som USA:s president, den katalanska manifestationen "Som una nació. Nosaltres decidim" ('Vi är en nation. Vi bestämmer [över oss själva].') den 10 juli 2010, Benedictus XVI:s besök i Barcelona 6–7 november 2010, 2010 års val till Kataloniens parlament, Artur Mas tillträde som Kataloniens regionpresident och manifestationen "Catalunya, nou estat d'Europa" ('Katalonien, ny stat i Europa') 11 september 2012. Därutöver syns hon flitigt som moderator i samband med olika konferenser.